# 米村克麻
米村 克麻（よねむら かつま、1996年3月27日 - ）は、熊本県出身の、日本の柔道家。階級は60 kg級。身長166 cm。血液型はA型。組み手は左組み。得意技は背負投。

## 経歴
柔道は6歳の時に玄武館で始めた。九州学院中学3年の時に全国中学校柔道大会の55 kg級で5位になった。九州学院高校1年の時には全国高校選手権の60 kg級に出場するが初戦で敗れた。2年の時には全国高校選手権の3回戦で敗れた。日体大へ進学すると、3年の時には全日本ジュニアで優勝した。講道館杯でも5位になった。4年の時には体重別の準決勝でパーク24の高藤直寿に敗れるも3位となった。続く東アジア選手権で国際大会初優勝を飾った。国体成年男子の部では東京都の一員としてチームの2連覇に貢献した。
2018年からはセンコー所属となった。体重別では初戦で東海大学4年の永山竜樹を技ありで破るなどして決勝まで進むも、旭化成の大島優磨に縦四方固で敗れて2位だった。2019年のヨーロッパオープン・オディヴェーラスではオール一本勝ちで優勝を飾った。2020年10月の講道館杯では決勝で国士舘大学の小西誠志郎と対戦すると、隅返で先に技ありを先取された。その後、袈裟固で抑え込まれ、電光表示板の担当者が抑え込んでいる選手を米村と勘違いしたために10秒経過した時点でブザーが鳴ってしまい、主審が小西による一本を宣告した。しかし、小西による抑え込みは10秒前に脚が絡まって解けていたとビデオ判定で判断されて技ありは認められなかった。一本は取り消された。これに対して国士館大学監督の吉永慎也が猛抗議すると、審判長が入って再審議となり、小西が上で抑え込みが解けた状態から「よし」で再開され、小西がすぐに脚を抜いてまた抑え込まれるが10秒前に解けたため、小西は技ありを取れず、先に取った技ありを守り切った米村が優勝することとなった。なお、小西はこの件について次のようにコメントした。「（審判から）何も説明がなくて、試合中ずっと不安だった」「（先に）ポイントを取られたことは事実。悔しいけど、審判に（ポイントが）ないと言われたら、ない。（負けを）受け止めて、また一からやり直したい」。その後に試合を改めて検証した結果、小西が「よし」のあと、抑え込みを再開した際にカウントするのが3秒遅く始められていたため実際は11秒抑え込んでおり、この時点で小西に技ありが付与されるべきで、ポイントで並んだ両者はその後延長戦に入るべきだったが、すでに時間が経過しており、再試合は難しいとした。そのため全柔連は、両者を優勝とすることに決めた。
2022年4月の体重別では準決勝でオリンピックチャンピオンであるパーク24の高藤直寿に谷落で敗れた。

## 戦績
- 2010年 -　全国中学校柔道大会　5位　55 kg級
- 2015年 -　全日本ジュニア　5位
- 2016年 -　全日本ジュニア　優勝
- 2016年 -　講道館杯　5位
- 2017年 -　体重別　3位
- 2017年 -　東アジア選手権　個人戦　優勝　団体戦　3位
- 2017年 -　国体 成年男子の部　優勝
- 2018年 -　体重別　2位
- 2018年 - 実業個人選手権　3位
- 2019年 - ヨーロッパオープン・オディヴェーラス　優勝
- 2019年 - 実業個人選手権　2位
- 2020年 -　講道館杯　優勝
- 2022年 -　体重別　3位
- 2022年 -　講道館杯　5位

(出典、JudoInside.com)